# Proleucinodes xylopastalis
Proleucinodes xylopastalis is een vlinder uit de familie van de grasmotten (Crambidae), uit de onderfamilie van de Spilomelinae. De wetenschappelijke naam van deze soort is voor het eerst gepubliceerd in 1912 door William Schaus.
De soort komt voor in Costa Rica.